# Khổng Lượng
Khổng Lượng (孔亮) là một nhân vật hư cấu trong tác phẩm Thủy hử của tác giả Thi Nại Am. Ông xếp thứ 63 trong 108 anh hùng Lương Sơn và thứ 27 trong 72 sao Địa Sát. Biệt danh của Khổng Lượng là Độc Hoả Tinh.

## Xuất thân
Khổng Lượng là con trai thứ của Khổng Điền chủ ở Thanh Châu (Sơn Đông ngày nay) và là em của Khổng Minh. Cha của hai anh em gửi họ đến nhà Sài Tiến để đưa Tống Giang về trang ấp họ Khổng. Khổng Minh và Khổng Lượng trở thành học trò của Tống Công Minh.
Võ Tòng sau khi đánh chết Trương Đoàn luyện đã bỏ trốn đến Thanh Châu. Tại đây Võ Tòng xảy ra mâu thuẫn với Khổng Lượng nên đã đánh và quăng Khổng Lượng xuống sông. Khổng Lượng sau khi tỉnh lại đã gọi người đến bắt trói Võ Tòng và đem về trang ấp họ Khổng. Tống Giang nhận ra Võ Tòng, lệnh cho hai anh em cởi trói và hòa giải ba người.

## Gia nhập Lương Sơn
Hai anh em Khổng Minh, Khổng Lượng vì mang tội giết hại một gia đình giàu có nên đã bỏ trốn lên núi Bạch Hổ làm cường đạo. Được tin bác của cả hai bị quan Thanh Châu là Mộ Dung Ngạn Đạt bắt giam, Khổng Minh và Khổng Lượng dẫn quân đến Thanh Châu để cứu người, song lúc đó Hô Diên Chước ở đó đã đánh bại hai anh em và bắt được Khổng Minh. Khổng Lượng chạy thoát được và đến cầu cứu Lương Sơn. Quân Lương Sơn cứu được Khổng Minh, cả hai anh em cùng gia nhập Lương Sơn.

## Nam chinh tử trận
Khổng Minh và Khổng Lượng trở thành hai viên Kiều tướng bộ quân của Lương Sơn, có nhiệm vụ bảo vệ(hoặc giám sát) Lư Tuấn Nghĩa. Sau chiêu an, Khổng Lượng tiếp tục cùng quân Lương Sơn chinh chiến Liêu, Điền Hổ, Vương Khánh, Phương Lạp. Trong chiến dịch chinh phạt Phương Lạp, Khổng Lượng theo ba anh em họ Nguyễn đánh huyện Côn Sơn. Tuy nhiên, Khổng Lượng không biết bơi, trong trận đánh không may rơi xuống nước và chết đuối.